# II liga polska w hokeju na lodzie (1978/1979)
II liga polska w hokeju na lodzie 1978/1979 – 24. sezon drugiego poziomu ligowego hokeja na lodzie w Polsce rozegrany na przełomie 1978 i 1979 roku.

## Formuła
W minionych sezonach II liga była złożona z dwóch grup, Północnej i Południowej. W wyniku reorganizacji od 1978 wprowadzoną jedną grupę łączną, do której weszło po cztery najlepsze zespoły z obu grup w sezonie 1977/1978 (minus mistrz awansujący do I ligi) oraz trzej spadkowicze z I ligi. Tym samym w sezonie II ligi 1978/1979 wzięło udział 10 drużyn.
Przed sezonem wprowadzono szereg zmian regulaminowych. Sezon zainaugurowano 14 października 1978.
Awans do I ligi w sezonie 1979/1980 uzyskał GKS Tychy, zaś zdegradowane zostały Włókniarz Zgierz i Pogoń Siedlce.

## Wyniki
| - I dwumecz – 14-15.X.1978: - Stal Sanok – Unia Oświęcim 3:3 (2:0, 1:0, 0:3), 5:7 (3:1, 2:4, 0:2) - Cracovia – Budowlani Bydgoszcz 2:3 (1:0, 0:0, 1:3), 4:5 (0:3, 1:2, 3:0) - KTH Krynica – Pomorzanin Toruń 5:1 (1:0, 2:0, 1:1), 3:5 (0:1, 1:1, 2:3) - Polonia Bytom – GKS Tychy - Włókniarz Zgierz – Pogoń Siedlce - II dwumecz – 21-22.X.1978: - Stal Sanok – Polonia Bytom 1:3 (1:1, 0:1, 0:1), 0:4 (0:1, 0:2, 0:1) - Pogoń Siedlce – Cracovia 3:12, 1:7 - GKS Tychy – Pomorzanin Toruń 9:3, 8:2 - Unia Oświęcim – Budowlani Bydgoszcz 1:4, 5:2 - KTH Krynica – Włókniarz Zgierz - III dwumecz – 28-29.X.1978: - Pomorzanin Toruń – Stal Sanok 5:8 (2:0, 1:5, 2:3), 5:3 (2:3, 0:0, 3:0) - Cracovia – KTH Krynica 8:4 (5:1, 1:0, 2:3), 3:1 (2:1, 0:0, 1:0) - Włókniarz Zgierz – GKS Tychy - Budowlani Bydgoszcz – Pogoń Siedlce - Polonia Bytom – Unia Oświęcim - IV dwumecz – 04-05.XI.1978: - Stal Sanok – Włókniarz Zgierz 10:4 (3:2, 4:1, 3:1), 7:4 (3:0, 1:2, 3:2) - GKS Tychy – Cracovia 10:2, 4:2 - Polonia Bytom – Pomorzanin Toruń 10:2, 6:5 - Unia Oświęcim – Pogoń Siedlce 7:3, 2:2 - KTH Krynica – Budowlani Bydgoszcz - V dwumecz – 11-12.XI.1978: - Cracovia – Stal Sanok 6:5 (2:3, 1:1, 3:1), 4:4 (3:3, 0:1, 1:0) - Pogoń Siedlce – KTH Krynica 8:3, 6:8 - Budowlani Bydgoszcz – GKS Tychy - Pomorzanin Toruń – Unia Oświęcim - Włókniarz Zgierz – Polonia Bytom - VI dwumecz – 18-19.XI.1978: - Stal Sanok – Budowlani Bydgoszcz 7:6 (4:2, 0:3, 2:0), 3:5 (2:1, 1:3, 0:1) - Pomorzanin Toruń – Włókniarz Zgierz 5:2, 6:3 - Unia Oświęcim – KTH Krynica 7:4, 6:4 - GKS Tychy – Pogoń Siedlce 10:2, 9:0 - Polonia Bytom – Cracovia 7:4, 1:6 - VII dwumecz – 25-26.XI.1978: - Pogoń Siedlce – Stal Sanok 2:3 (1:1, 1:0, 0:2), 3:9 (0:1, 1:3, 2:5) - Cracovia – Pomorzanin Toruń 6:3 (3:3, 1:0, 2:0), 4:2 (1:1, 1:0, 2:1) - KTH Krynica – GKS Tychy 2:10 (1:1, 1:2, 0:7), 4:7 (1:3, 1:1, 2:3) - Budowlani Bydgoszcz – Polonia Bytom 3:5, 3:1 - Włókniarz Zgierz – Unia Oświęcim 7:5, 3:4 - VIII dwumecz – 02-03.XII.1978: - Stal Sanok – KTH Krynica 2:9 (0:2, 1:5, 1:2), 3:3 (0:1, 3:1, 1:0) - Unia Oświęcim – GKS Tychy 1:4, 1:4 - Włókniarz Zgierz – Cracovia 2:7, 9:5 - Polonia Bytom – Pogoń Siedlce 15:4, 7:3 - Pomorzanin Toruń – Budowlani Bydgoszcz 2:2, 3:4 - IX dwumecz – 09-10.XII.1978: - GKS Tychy – Stal Sanok 14:4 (5:1, 3:1, 6:2), 4:3 (1:3, 1:0, 2:0) - KTH Krynica – Polonia Bytom 7:1, 4:2 - Pogoń Siedlce – Pomorzanin Toruń 4:3, 7:3 - Budowlani Bydgoszcz – Włókniarz Zgierz 7:1, 7:0 - Cracovia – Unia Oświęcim 2:4, 4:0 |  | - I dwumecz – 14-15.I.1979: - Unia Oświęcim – Stal Sanok 15:0, 3:1 - Budowlani Bydgoszcz – Cracovia 7:6, 7:2 - Pomorzanin Toruń – KTH Krynica 10:4, 4:9 - GKS Tychy – Polonia Bytom 7:2, 3:4 - Pogoń Siedlce – Włókniarz Zgierz 2:5, 5:6 - II dwumecz – 21-22.I.1979: - Polonia Bytom – Stal Sanok 2:3 (1:1, 1:1, 0:1), 4:6 (0:3, 2:1, 2:2) - Cracovia – Pogoń Siedlce 12:2, 9:4 - Pomorzanin Toruń – GKS Tychy 3:4, 3:13 - Budowlani Bydgoszcz – Unia Oświęcim 6:0, 4:4 - Włókniarz Zgierz – KTH Krynica 2:10, 7:4 - III dwumecz – 27-28.I.1979: - Stal Sanok – Pomorzanin Toruń 7:1 (4:0, 3:0, 0:1), 2:3 (1:1, 1:0, 0:2) - KTH Krynica – Cracovia 4:4, 5:5 - GKS Tychy – Włókniarz Zgierz 6:0, 12:2 - Pogoń Siedlce – Budowlani Bydgoszcz 3:4, 0:3 - Unia Oświęcim – Polonia Bytom 5:6, 3:6 - IV dwumecz – 03-04.II.1979: - Włókniarz Zgierz – Stal Sanok 1:3 (0:2, 1:1, 0:0), 4:5 (3:1, 0:2, 1:2) - Cracovia – GKS Tychy 1:0, 2:2 - Pomorzanin Toruń – Polonia Bytom 2:6, 2:4 - Pogoń Siedlce – Unia Oświęcim 5:13, 6:9 - Budowlani Bydgoszcz – KTH Krynica 6:1, 5:0 - V dwumecz – 10-11.II.1979: - Stal Sanok – Cracovia 5:2 (1:0, 1:2, 3:0), 3:3 (0:1, 1:2, 2:0) - KTH Krynica – Pogoń Siedlce 12:4, 6:4 - GKS Tychy – Budowlani Bydgoszcz 3:1, 6:1 - Unia Oświęcim – Pomorzanin Toruń 3:4, 4:2 - Polonia Bytom – Włókniarz Zgierz 6:2, 14:1 - VI dwumecz – 17-18.II.1979: - Budowlani Bydgoszcz – Stal Sanok 6:3 (5:1, 1:2, 0:0), 4:1 (2:0, 1:1, 1:0): - Włókniarz Zgierz – Pomorzanin Toruń - KTH Krynica – Unia Oświęcim 9:4, 1:3 - Pogoń Siedlce – GKS Tychy 5:6, 4:9 - Cracovia – Polonia Bytom 3:4, 1:3 - VII dwumecz – 24-25.II.1979: - Stal Sanok – Pogoń Siedlce 11:5 (4:1, 3:3, 4:1), 13:5 (4:2, 3:2, 8:1) - Pomorzanin Toruń – Cracovia 3:4, 5:3 - GKS Tychy – KTH Krynica 7:5, 12:5 - Polonia Bytom – Budowlani Bydgoszcz 8:4, 2:2 - Unia Oświęcim – Włókniarz Zgierz 10:3, 7:3 - VIII dwumecz – 03-04.III.1979: - KTH Krynica – Stal Sanok 3:3 (2:1, 1:0, 0:2), 3:4 (0:1, 0:2, 3:1) - GKS Tychy – Unia Oświęcim 4:4, 6:2 - Cracovia – Włókniarz Zgierz 3:3, 12:2 - Pogoń Siedlce – Polonia Bytom 4:5, 3:8 - Budowlani Bydgoszcz – Pomorzanin Toruń 5:2, 6:1 - IX dwumecz – 15-16.III.1979: - Stal Sanok – GKS Tychy 5:1 (2:0, 3:0, 0:1), 7:6 (3:2, 4:2, 0:2) - Polonia Bytom – KTH Krynica 10:5, 7:2 - Pomorzanin Toruń – Pogoń Siedlce 3:2, 8:4 - Włókniarz Zgierz – Budowlani Bydgoszcz 4:7, 0:8 - Unia Oświęcim – Cracovia 6:6, 4:3 |

## Tabela
| Lp. | Zespół              | M  | Pkt | W  | R | P  | G + | G - | +/-  |
| --- | ------------------- | -- | --- | -- | - | -- | --- | --- | ---- |
| 1   | GKS Tychy           | 36 | 57  |    |   |    | 216 | 96  | +121 |
| 2   | Budowlani Bydgoszcz | 36 | 54  |    |   |    | 181 | 93  | +88  |
| 3   | Polonia Bytom       | 36 | 52  |    |   |    | 183 | 115 | +68  |
| 4   | Unia Oświęcim       | 36 | 40  |    |   |    | 164 | 136 | +28  |
| 5   | Stal Sanok          | 36 | 39  | 17 | 5 | 14 | 162 | 162 | 0    |
| 6   | Cracovia            | 36 | 36  |    |   |    | 170 | 140 | +30  |
| 7   | KTH Krynica         | 36 | 28  |    |   |    | 167 | 183 | -16  |
| 8   | Pomorzanin Toruń    | 34 | 26  |    |   |    | 120 | 175 | -55  |
| 9   | Włókniarz Zgierz    | 34 | 17  |    |   |    | 105 | 216 | -111 |
| 10  | Pogoń Siedlce       | 36 | 7   |    |   |    | 125 | 276 | -149 |

- = awans do I ligi
- = spadek do III ligi
- Tabela nie uwzględnia dwóch spotkań pomiędzy Pomorzaninem Toruń i Włókniarzem Zgierz. Drużyny te rozegrały po 34 mecze. Spotkania te nie miały jednak żadnego wpływu na ostateczną kolejność.